# Calador
Calador (em latim: Calator, de calare "chamar"; pl. calatores) era um liberto que possuía certas atribuições religiosas na Roma Antiga. Era assistente dos sacerdotes romanos superiores como os pontífices e flâmines e tinham como função preparar o caminho dos sacerdotes, chamando-os como arautos para prosseguir ou pedindo que parassem caso houvesse elementos poluídos ou presságios desfavoráveis antes de sacrifícios. Também faziam com que os regulamentos dos cultos fossem cumpridos. Os caladores reuniam-se na Escola dos Caladores, que localizava-se no Fórum Romano próximo a Régia.